# Месроп Маштоц
Месроп Маштоц (јерм. Մեսրոպ Մաշտոց; Ацик, 361/362 — Вагаршапат, 17. фебруар 440) био је јерменски лингвиста, творац јерменског писма, просветитељ, мисионар, преводилац Библије на јерменски језик, зачетник школства и педагошке мисли међу Јерменима, теолог и светитељ Јерменске апостолске цркве и Јерменске источнокатоличке цркве.
Заједно са својим ктитором, тадашњим католикосом Јерменске апостолске цркве Исаком Партевом превео је на јерменски језик Библију и многе друге верске књиге. Захваљујући Месропу Маштоцу јерменски народ је поново обновио своју националну књижевну и образовну делатност, а сам јерменски језик је по први пут (404) проглашен као национални језик свих Јермена. Током своје мисионарске и просветитељске делатности активно је радио на ширењу и јачању хришћанске вере међу Јерменима и другим народима на Кавказу, отварао је бројне школе у свим деловима земље, и беспоштедно се борио против паганских учења и јереси.
Месроп Маштоц се са правом може сматрати оцем јерменске писмености и оцем јерменске нације. Јер писмо које је Маштоц створио постало је камен темељац јерменске апостолске цркве која је кроз векове туђинске владавине одржавала национални идентитет јерменског народа. Месроп Маштоц се сматра и првим лингвистом и творцем неког писма који је историјска личност и чија делатност се не везује за митологију и усмена предања. Многи лингвисти му дају велики значај и у стварању грузијског и агванског писма.
Јерменска апостолска црква празнује 17. фебруар као дан сећања на Месропа Маштоца. Црквена поезија коју је писао (шаракани) и данас је у основи богослужења у јерменској апостолској цркви. У његову част институт за проучавање древних списа Матенадаран из Јеревана носи његово име, а сваки град у Јерменији има по једну улицу са његовим именом. Све јерменске школе прослављају Светог Месропа Маштоца као свог заштитника.

## Биографија

### Младост и службовање на краљевском двору
Месроп Маштоц је рођен почетком шездесетих година 4. века у селу Хачик, у кући вазала Вардана, у провинцији Тарон, важном културном центру тадашње Јерменске краљевине. Школовао се почетком седамдесетих година 4. века у једној од грчких школа које су тада деловале у Јерменији Маштоц је поред јерменског познавао и грчки, арамејски и персијски језик. Међутим, његов савременик Мовсес Хоренски, писао је како је његово познавање грчког језика било доста скромно и сводило се на читање у слоговима, док је арамејски и персијски језик познавао савршено.
Након доласка у Вагаршапат (а то се десило после 385. године) неко време је служио на двору јерменског краља Хосрова IV. У почетку вероватно је био у војној служби, а касније је служио и као дворски писар. Године проведене у служби на двору су имале велики утицај на формирање његових политичких и религијских погледа. Боравећи на двору, Маштоц је изучавао и хришћанске списе и богослужења, те је у периоду између 392 — 393. примио хришћанску веру. Према биографији његовог ученика Корјуна, Маштоц је примио „Божју веру у четвртој години владавине краља Крмана”. 

### Монашки живот
Након 387. године велики део јерменских земаља је дошао под власт Сасанидске Персије, грчке школе су затваране а културни живот је био подређен персијским утицајима.
Слабљење и пад јерменског краљевства као последицу је имало и оживљавање старих паганских обичаја међу Јерменима. Маштоц је спас видео једино у јачању хришћанске вере и хришћанских вредности међу свим јерменским племенима.
Између 395. и 396. године Маштоц је напустио краљевски двор, замонашио се и почео са проповедањем Јеванђеља међу многобожачким јерменским племенима. Са групом ученика прешао је у град Ротастак у области Голтн (код данашњег Нахичевана) и тако је започела његова мисионарска делатност. Масроп је у својим проповедима, људима тумачио и преводио текстове из Библије који су у то време били искључиво на грчком и арамејском језику. У то време Маштоц је водио углавном аскетски и усамљенички живот.
| „ | Током својих проповеди, блажени Месроп се суочавао са бројним тешкоћама, јер је био и читач и тумач. Без његових тумачења Библијски текстови су били неразумљиви обичним људима. | ” |

Међутим, велика препрека за остваривање његових циљева лежала је у чињеници да Јермени у то време нису имали властито писмо, а самим тим је и јерменски језик био у незавидном положају. Маштоц је увидео предности постојања националног писма које је требало да послужи као главно оруђе у очувању и јачању политичког, верског и културног идентитета јерменског народа. Даље ширење и учвршћивање хришћанског учења и тежње да се сваком обичном Јермену приближи Библија натерале су Месропа Маштоца да започне рад на јерменском писму помоћу којег би се Библија и молитвени списи приближили целом јерменском народу.
Након што је добио подршку од локалних јерменских кнезова у Сјунику и Голтну крајем деведесетих година 4. века, затражио је помоћ и од Католикоса (јерменског патријарха). У престоници Вагаршапату, заједно је са тадашњим католикосом Исаком Партевом (св. Исак Велики) започео рад на стварању јерменског писма и превођењу богослужбених књига на народни језик.

### Вагаршапатски синод
Рачунајући на подршку црквених великодостојника Масроп је успео да издејствује одржавање посебног синода посвећеног искључиво стварању националног писма. Синод у Вагаршапату коме су присуствовали сви епископи јерменске апостолске цркве (одржан крајем 403. или вероватније током 404. године) уједно је означио и службену подршку Маштоцовим идејама од стране цркве. Иако су идеје о стварању националног писма и превођењу Библије и црквених списа на народни језик постојале и раније, Вагаршапатски сабор ипак представља историјски почетак тог процеса. Црква је у овој Маштоцовој идеји видела велику прилику да се кроз превођење Библије и других богослужбених дела напокон ослободи великог утицаја православне и сиријске цркве. У раду Синода су поред духовних лица које су предводили Католикос Исак Партев и Месроп Маштоц највероватније учествовали и тадашњи световни лидери. Своје интересе у свему томе виделе су и тадашње персијске власти које су на све могуће начине желеле да смање утицај Византије на том подручју.
Питање стварања националног писма тако није имало само црквени него и политички карактер, јер су и тадашњи јерменски владари у томе видели шансу за већом самосталношћу и слободом јерменског народа. У том периоду Јерменијом је владао краљ Врамшапух (владао до 414. године) који је такође подржавао идеју стварања националног писма.

### Данилов алфабети обнова статуса националног језика
Негде у лето 404. године краљ Врамшапух је по налогу персијског шаха са војском боравио на северу Месопотамије зарад смиривања немира насталих услед превирања у Цариграду због болести тадашњег цара Аркадија и протеривања Јована Златоустог. Током боравка у Месопотамији Врамшапух је преко неког свештеника по имену Авељ сазнао о постојању древног јерменског писма које је открио извесни епископ Данило. По повратку у Вагаршапат Врамшапух је обавестио католикоса Исака о свом открићу.
Убрзо је краљ Врамшапух, а уз благослов Католикоса као изасланика у Месопотамију послао књаза Вагрича Хадунија чији је главни задатак био да пронађе и у Јерменију пренесе списе такозваног Даниловог алфабета. Књаз Вагрич се у Месопотамији лично састао са јерејом Авељом који је био близак сарадник епископа Данила и који је царском изасланику предао »алфабет«.
Према неким историјским изворима то је била најстарија верзија јерменског писма коју је открио сиријски епископ Данило за која се претпоставља да су настала у многобожачкој ери јерменске историје. Такође је познато и да су сам Маштоц и Исак Партев тај алфабет означили као древнојерменска писмена и желели су да их поново оживе.
Краљ Врамшапух је исте године по целој земљи објавио вест о оживљавању старог јерменског писма и издао наредбу да убудуће сви поданици морају да пишу на том писму.
| „ | И када су писмена откривена и народу нашем представљена, Он (краљ) нареди поданицима својим да их науче и користе (нова слова). А Блаженог (Маштоца) је унапредио у прекрасно звање вардапета. Два лета Блажени је проучавао и усавршавао ова нова писмена. | ” |

Тим историјским актом, јерменски језик је по први пут проглашен националним језиком свих Јермена. Маштоц, који је унапређен у ранг вардапета (учитеља) је са одабраним ученицима започео писање националног писма на основу „Даниловог алфабета”. Према Корјуну рад на прилагођавању старог писма трајао је око две године.
За кратко време се испоставило да писмо настало на основу Данилове азбуке није одговарало фонетици јерменског језика, било је непотпуно и недовршено. Убрзо је Маштоц почео са радом на потпуно новом и јерменском језику прилагођеном алфабету.
Иако Данилова писмена нису оставила никакав утицај на будуће јерменско писмо, њихово оживљавање је значајно због чињенице да су довела до стварања службеног статуса и признања јерменског језика, по први пут у историји.

### Путовање по Месопотамији и стварање новог писма
Након неуспеха са Даниловим писменама а по наредби краља и уз благослов Католикоса, Маштоц се са групом ученика упутио ка северној Месопотамији, у градове Амид, Едесу и Самосат. Циљ путовања није било искључиво трагање за древним јерменским писмима него и упознавање са тамошњим лингвистима и стицање знања која би користила приликом састављања новог писма.
| „ | Шездесет је ученика велике мудрости и знања Преподобни одабрао, и међу разне народе их послао, да упознају реторику њихову, и филозофију, и знања њихова у престони град да донесу. А беше то у петој години краљевања краља јерменскога Врамшапуха. Бејаху међу њима Мовсес Хоренски и брат његов Мамбре, Давид Непобедиви и Егиш, Исеп, Езнак, Ардзан, Аган, Муше и многи други. | ” |

Маштоц је прво у граду Амиди посетио епископа Данила, који је и открио стари алфабет, али сусрет са њим није дао никакве резултате. Након тога наставио је пут ка Едеси. Едеска библиотека је у то време била један од најзначајнијих научних центара. У Едеси се сусрео са управником библиотеке, извесним оратором Платоном који га је упутио на списе светог Епифанија Кипарског. Током боравка у Едеси Маштоц је интензивно проучавао друге језика, њихове граматике и разне облике писама и вероватно се тада по први пут упознао са научним основама. Ученике је поделио у две групе. Једна група је остала у Едеси и изучавала је сиријски језик, док је задатак друге групе био да у граду Самосати изучава грчки језик, књижевност и филозофију. Током путешествија по Месопотамији Месроп се састајао са најугледнијим припадницима световне и духовне власти, међу којима су били и епископи Амиде Акакије и епископ града Едесе Пакида (у јерменским списима познат као Бабилас), међутим ни од једног од њих није добио тражене одговоре.
| „ | Носавши велики терет на плећима својим, блажени Маштоц није клонуо због неуспеха и упорно је настављао да иде ка путу спасења. Отишао је у Сирију к неком граматику Данилу, али одговора није било. Ни учени људи Едесе нису могли да му помогну. Доказ је то да божанско његово дело није зависило од људи већ од Божјег промисла. | ” |

Након опсежних лингвистичких проучавања, у Едеси је Маштоц (око 405. или 406. године) саставио 36 писмена новог јерменског алфабета. Нови алфабет је чинило 6 самогласника и 30 сугласника и није поседовао дијакритике. Маштоц је слова писао по узору на грчки алфабет, а користио је и парћански и гиз (староетиопски) језик.
| „ | Зарад добробити свога народа, многе је тешкоће Блажени поднео. Али благодаћу и промишљу милостивога Створитеља, и Он је као и сваки отац на свет донео ново и чудновато чедо у виду писмена јерменскога језика. Рука његова створила је писмена, имена им дала и место у азбуци нашој одредила. | ” |

Након што је у Едеси сачинио основе новог писма, Маштоц је отишао у град Самосат где је заједно са грчким калиграфом Руфином Аквилејским радио на коначном изгледу и облику слова. У том граду је и завршен рад на стварању новог јерменског писма. Након окончања радова на новом писму, Маштоц је заједно са Руфином и још двојицом ученика у Самосату започео превођење Библије на јерменски језик користећи ново писмо. Први спис написан новим алфабетом биле су Соломонове приче из Старог завета. Руфин је истовремено обучавао Маштоцове ученике за њихову будућу просветну делатност.
Месроп Маштоц је тако постао први преводилац Библије на јерменски језик, стотину година након што је Јерменија службено усвојила хришћанску веру (301. године). Маштоц и његови ученици су се вратили у Јерменију након годину дана проведених у месопотамским градовима. Реформа језика и писма коначно је завршена по повратку у домовину, успостављањем правописних и фонетских норми јерменског језика.
Убрзо после стварања јерменског фонетског писма, почело је превођење на јерменски језик не само црквених књига и списа него и историјских, филозофских и других дела. Стварањем националног писма Месроп Маштоц је ударио темеље јерменске књижевности и културе.

### Оснивање школа и просветитељска делатност
Након повратка у престони град Вагаршапат, а уз велику помоћ Католикоса Исака II основао је Вагаршапатску богословију, прву „велику” школу на територији хришћанске Јерменије Сам Маштоц је био један од првих предавача на богословији. На богословији су се изучавала три предмета (Trivium): граматика, логика и реторика, те наравно теме из хришћанске вере. Школа је формирана по угледу на грчке школе, а сам Маштоц је разрадио методику наставе на јерменском језику. У школи се поред изучавања језика велика пажња посвећивала и црквеном појању али и физичком васпитању.
| „ | ...по наређењу Врамшапуха и Исака Великог, за сву разумну и здраву децу да се оснују школе у свим областима... | ” |

Након завршеног рада на писму, Маштоц је са својим ученицима кренуо у просветитељску делатност у свим деловима земље. Већ до 410. године ново писмо се раширило целом источном Јерменијом. Након смрти краља Врамшапуха 414. године који је био главни политички ослонац у просветитељској делатности Месропа Маштоца, земља је упала у нестабилности и кризу што је отежало, али није и зауставило просветитељску делатност.
Захваљујући Месроповом раду широм Јерменије су почеле да ничу школе на јерменском језику и дошло је до јачања националне свести, обнове културног и просветног живота. Месроп и Исак Партев су по целој земљи слали учене људе из Вагаршапата чији је циљ био не само да шире хришћанску науку већ и писменост међу Јерменима. Радови на превођењу Библије на јерменски језик су интензивирани и постојала је све већа потреба за преведеним верским књигама јер су након поделе Краљевине Јерменије у персијским деловима забрањене све књиге које су биле на грчком језику.

### Путовања по византијској Јерменији и сусрет са Теодосијем
Након успешно окончане просветитељске мисије по источној Јерменији, Месроп се са својим следбеницима упутио ка источној Византији са циљем оснивања јерменских школа на територији историјске западне Јерменије која је у то време била под управом Византије. На граници се сусрео са командантом источне византијске армије Анатолијем Флавијем који је писменим путем упознао цара Теодосија  са Маштоцовим намерама. Пошто није добио тражену дозволу за свој рад, Маштоц је одлучио да лично од Теодосија II у Константинопољу затражи дозволу за своју просветитељску мисију међу Јерменима на истоку Царевине. Главни противници јерменских школа у овом делу Византије били су духовне вође Кесарије Кападокијске који су желели да и даље задрже ауторитет на том подручју. Пре одласка у Константинопољ Месроп је неке од својих ученика оставио у Малатији код епископа Акакија.
Приликом сусрета са царем Теодосијем II (који се десио не пре априла 420) Маштоц је успео да издејствује дозволу за своју просветитељску делатност међу Јерменима источне Византије. Дозвола је стигла и од стране патријарха константинопољског Атика, а византијске власти су Мештоцу доделиле и верску титулу „акумита” (грч. άxουμήτης) и рукоположили га у „еклесиаста” или проповедника (грч. Εκκλησιαστής).
Из писма Теодосија II јерменском католикосу Исаку (Хоренаци, III, 57):
| „ | Из писма нашег намесника, ми закључисмо ди си се Ти, свим срцем својим, предао у службу паганском краљу, и то писмо не сматрасмо достојним икаквог одговора. Разочарани бејасмо и зато што си Ти тражио савете од тамо неких Сиријаца уместо од наших учењака. Али наши поданици су срећом оповргнули таква учења... Када нам је Месроп рекао да је његов циљ за добробит свих, наредих да му се посвети највећа пажња у његовом раду. | ” |

Византија је увидевши у Месроповој мисији своју шансу за смањење растућег утицаја Персије у Јерменији (а тиме јачањем властитог положаја) из своје ризнице плаћала све трошкове који до којих је долазило у овој Маштоцовој просветитељско-мисионарској активности. Истовремено и једна и друга страна су преговарале и са црквеним властима Кападокије. Иако је Маштоц добио службену подршку Византије за своју делатност, и византијски цар и цариградски патријарх су у писму католикосу Исаку директно изразили своје незадовољство јер су помоћ за састављање писма тражили од противника Византије, а не од самих византијских мудраца, што је протумачено као жеља јерменске цркве за већом самосталношћу.
Из писма грчког патријарха Атика јерменском католикосу Исаку (Хоренски, III, 57):
| „ | Господу, Творцу нашем захваљујемо за све што урадисте међу тим незнабожачким народом, али вам замерисмо недоследност вашу Оцима вашим светим Нерсесу и Григорију... Одлуком императора заједничког нам Августа, Ви добили сте право да писменост ширите и међу нашим поданицима и да искорените јерес борборитску из поверене вам епархије. Вама долазећег Месропа рукоположисмо у еклесиастика. | ” |

Прве јерменске школе у западној, византијској Јерменији Маштоц је отворио уз велику помоћ заповедника Флавија периоду између 420. и 422. године. Према захтеву патријарха Атика, Маштоц је упоредо водио и борбе са гностичком сектом борборита. Приликом повратка са византијског двора, Маштоц је Флавију донео и наредбу цара Теодосија о утврђивању града Карина и његовом преименовању у Теодосиополис.
По повратку из западне Јерменије, Маштоц је упознао новог јерменског краља Арташаса IV (422—428) са постигнућима која су остварена у Византији. Месропова мисија у византијској Јерменији се поклопила са политичком кризом на јерменском двору (смрт краља Шапура, побуне обласних књажева и устанци против персијске власти) и са погоршањем византијско — персијских односа.
Друго Маштоцово путовање у западну Јерменију окончано је крајем 20-их година 5. века посетама провинцијама у Високој Јерменији. У регији Шалгом поставио је прве учитеље. У регијама Спјер, Дерџан и Јекелац оставио је и неке од својих ученика, а он сам се запутио ка Арарату одакле је кренуо ка свом родном Голтну. Повратак из Византије значио је и крај активне мисионарске делатности Месропа Маштоца.
У исто то време јачала је репресалијска политика персијског цара Варахрана  према јерменским хришћанима, што је на крају довело до потпуног укидања Јерменског краљевства 428. године и свргавања са трона католикоса Исака.

### Јерменија у доба репресалија Варахрана
Персијски цар Варахран V је 428. године свргнуо са власти и затворио свог вазала јерменског краља Арташеса IV и католикоса Исака Партева. Месроп Маштоц је тако остао без духовне и политичке подршке у својим просветитељским делатностима у земљи у периоду између 428. и 432. године. За новог католикоса прво је изабран свештеник по имену Сурмак а убрзо га је на трону наследио арамејац по имену Брикша који је такође био без икаквог утицаја у самој Јерменији. Претпоставља се да је и сам Маштоц с обзиром на његов велики утицај у верском и јавном животу у земљи имао одређених улога у свим тим дешавањима. Увидевши велике промене у политици тадашњих јерменских суседа према Јерменији Маштоц није ни на који начин желео да се сукобљава са тада веома моћним персијским двором. Због тога Маштоц није подржао групу јерменских велможа који су 432. године од Варахрана V тражили ослобађање Исака Партева и његово враћање на чело цркве. Штавише, он је у писму цару тражио да се на место католикоса постави непознати свештеник Тирук Заришаци.
Политичке и верске репресалије које је персијски двор спроводио против Јермена довеле су до интервенција хришћанске Византије. Персијски цар је био приморан да ослободи Исака Партева (али са знатно ограниченим правима). Исак је послат на службу у покрајину Багреванд као епископ. За новог католикоса именован је извести Шамуел кога је јерменско свештенство практично игнорисало, јер је Исак Партев де факто и даље обављао патријаршијске дужности. Маштоц који је остао у Вагаршапату је деловао као католикос иако никада није службено изабран на ту функцију Маштоцов велики утицај је нарочито био видљив након смрти католикоса Шамуела (око 437) и Исака Партева (439) када је он обављао готово све патријаршијске дужности у Јерменској апостолској цркви.

### Путовања уКавкаску АлбанијуиКавкаску Иберију
Према старим јерменским списима, Маштоц је пре путовања по западној Јерменији боравио у Иберији (или Иверији) где је уз помоћ једног преводиоца по имену Џаг саставио слова иберског писма (које је основа савременог грузијског писма), а у томе су му помагали тамошњи краљ Бакур и епископ Мојсије. Иако постоје бројне сумње о утицају Месропа Маштоца на стварање грузинског писма, најзначајнији светски лингвисти и енциклопедије са научног становишта подржавају његове заслуге на том пољу, а доказ томе су и бројне сличности између старог грузинског и јерменског писма. али и бројне енциклопедије.
| „ | ... И све њих, који су били раздељени у многобројна племена, Он (Маштоц) је Божјим заветом чврсто везао у једну заједницу и у јединствен народ, а све захваљујући промислу Божјем... Корјун, стр. 15 | ” |

Према Корјуновим записима, Маштоц је почетком 420-их година са извесним јерејем и преводиоцем Бењамином написао азбуку за Кавкаске Албанце (или Алуанце како их он назива). Након тога је и отишао на територију Албаније где је тамошњем краљу Јевсагену и епископу Јеремији предао готове рукописе. Приликом његове друге посете Иверији тамошњи краљ Арчил му је помагао у отварању школа и просветитељској делатности, а неки од његових савременика су своју делатност наставили у тим крајевима.
По повратку из Албаније Маштоц се задржао у граду Гардману у провинцији Утик, а помагао је и иберијском краљу Арчил I преводећи неке црквене књиге.
Мисионарска делатност је Маштоца одвела и на крајњи исток тадашње јерменске државе, у провинцију Пајтакаран на обалама Каспијског језера у древну Каспијану (данас источни Азербејџан). Та област је била центар паганског покрета, а борба против „незнабоштва” је била примарни циљ тадашњих јерменских како црквених тако и духовних лидера. Велику помоћ у борби против пагана Месроп је имао у тамошњим локалним хришћанским заједницама, а посебно у лику епископа Муше. Маштоц је у обрачунима са паганима често користио и силу, тако да су они који су одбијали да приме хришћанску веру обично бивали протерани. Таква судбина задесила је и многе пагане у Пајтакарану који су протерани на подручја северно од Великог Кавказа која су у то време била под владавином Хуна (исту судбину доживели су и припадници борборитске јереси у Византији).

### Превођење Библије и последње године живота
Да би што успешније спровели у дело своје просветитељске замисли Месроп Маштоц и католикос Исак су бројне ученике слали у Византију и северну Месопотамију које су у то време били важни центри просветитељске делатности. Језник из Кохба и Корјун су се након добијеног благослов тадашњег констатинопољског патријарха Максимијана (обављао дужност патријарха од 431. до 434) вратили у град Аштишат доневши Маштоцу и католикосу Исаку закључке са Ефеског синода те веродостојан примерак Библије који је требало да послужи као основа за будуће издање написано јерменским писмом. Маштоц је прихватао одлуке Ефеског синода и није признавао несторијански покрет који су челници тадашње византијске цркве сматрали за јерес.
Превођење Библије на јерменски језик на којем је Маштоц радио заједно са католикосом Исаком од најранијих дана своје мисионарске делатности коначно је окончано у периоду између 432. и 435. године. Велику помоћ имали су од својих ученика који су предвођени Мојсијем Хоренским из Александрије у Јерменији доносили најважнија знања тог времена. Маштоц није радио искључиво на превођењу Библије, већ је преводио и многа дела античких аутора, попут Црквене историје Јевсевија Цезарејског и других.
| „ | У то време, а захваљујући великој мудрости двојице једнаких и храбрих очева наших, цела Јерменија је сведочила, на језику нашем јерменском законе пророка Мојсија и осталих пророка, поносно следивши оца нашег апостола Павла и друге апостоле у ширењу Јеванђеља Христовог - Корјун, 11 - | ” |

Маштоц је због своје активне мисионарске делатности широм Кавказа и беспоштедне борбе са јеретичким покретима имао велики утицај и ван црквених кругова. Како његов ученик и биограф Корјун пише: Често се жртвовао и пред лица окрутних тирана излазио да би неправедно осуђене спасао и из тамница извео, а све у име Христово. Многе је од неправди избавио…
Маштоц је пуних 45 година проповедао хришћанску веру и 35 година ширио писменост и развијао школство међу Јерменима. Преминуо је 17. фебруара 440. године у граду Вагаршапату након краће болести. Сахрањен је уз највише верске и државне почасти у селу Ошакан (око 30 км од Јеревана). Изнад његовог гроба подигнута је три године касније црква.

## Јерменско писмо
Првобитно јерменско писмо се састојало од 36 слова, од којих су 7 били самогласници, а 29 сугласници. Месроп је дефинисао и фонетска и правописна правила јерменског језика, а по узору на грчки правопис увео је форму писања слева надесно, за разлику од арамејског језика којим се писало здесна налево.
| „ | Ово писмо је дело генијалца и великог патриоте - написано да траје вечно - јер је савршено. Тај човек је био попут Бога приликом стварања света.... Али он је стваран, као и његово писмо. Он је Месроп Маштоц« | ” |

Приликом стварања алфабета, Маштоц је користио следећа правила:
1. Сваком слову одговара један глас. Изузетак је једино двоглас »ու« („У”) који се састоји од две графеме и није укључен у алфабет као посебан знак.
2. Писање се врши у хоризонталном положају слева надесно. То је био изузетак тог времена јер већина тадашњих писмама су користила супротан правац писања.[89]
3. У јерменском алфабету не постоје дијакритички знакови који су били карактеристични за писма тог времена.

У XII веку су додата још два нова слова: самогласник »Օ« (ò) и сугласник »Ֆ« (фе).
Многи лингвисти убрајају јерменско писмо међу три најсавршенија писма међу свим светским писмима. Верује се да ранији облици јерменског писма вуку корене из времена када је Јерменија примила хришћанску веру (почетком 4. века), а да је Маштоц у ствари само оживео и усавршио ту првобитну форму. Јерменско писмо се кроз средњи век мењало у форми писања од угластих ка више заобљеним формама (форме «еркатагир», «грчагир», «нотргир», «шхагир»).

## Књижевна делатност
Поред преводилачке делатности Месроп је током неколико последњих година живота написао и бројне црквене песме и псалме и његови радови представљају најстарије сачуване примерке древне јерменске црквене поезије познате као шаракани. Шаракани представљају мелизматичне химне које и данас чине основу јерменске духовне музике. Укупно је сачувано 130 оригиналних записа шаракана.
| „ | Велики таласи ме бацају кроз вртлог мога безакоња — Краљу-миротворче помози ми! Док носе мене таласи по бескрајном мору греха, — Добри кормилару, спаси ме! | ” |

Маштоцови лирски дијалози између човека и Бога препуни су емоција и на веома драматичан начин одражавају немоћ човека, обичног смртника пред „Створитељем неба и земље”. Маштоц се кроз ове песме искрено обраћа Господу, тражећи од њега духовно спасење.
| „ | Нада си моја у детињству мом — Не остављај мене, мој Господе! Нада си моја у старости мојој — Не остављај мене, мој Господе! Нада си моја у судњему часу - Не остављај мене, мој Господе! | ” |

У Маштоцове најпознатије шаракане убрајају се: »Милостиви Оче!«, »Јединосушни животворче«, »Боже многомилостиви!«, »У журби мојој«, »Сузе покајања« и многи други.
Месроп Маштоц се сматра оснивачем јерменске патристике. У бројним својим говорима и списима често је исказивао идеалистичке погледе како на религију тако и на цело друштво.

## Маштоц у јерменској легенди
Једна од најстаријих легенди о светом оцу Месропу маштоцу записана је у спису под именом „Историја” из XIII века Вардана Великог. Према тој легенди сам Бог је услишио молитве и вапаје преподобног Маштоца и на једној планини у покрајини Балу у стени урезао слова јерменског писма. Легенда каже да су та слова и данас видљива тамошњим људима чиста срца, а сама планина је по легенди постала место ходочашћа. У Балуу, на планини која носи име светог Маштоца налази се камена гробница коју ходочасници сматрају местом на коме је Свети Месроп створио слова јерменског алфабета и где је и сахрањен.
Према другој средњовековној легенди, Месроп и Исак су провели 40 дана у једној пећини, а анђео Господњи им је сваке ноћи у сну приказивао по 7 слова на камену. Када је писмо било готово, они су се вратили са планине.
Постоје две легенде о његовој смрти и сахрани. Једна легенда каже да су приликом Маштоцове сахране, на путу из Вагаршапат у Ошакан, људи спустили ковчег на један камен да би се одморили јер је био веома врућ дан. Међутим из камена на који је спуштен ковчег је потекла вода којом су људи утажили жеђ. По другој легенди, сам Маштоц је пре смрти затражио од слуге да стави његово тело на запрежна кола и пусти волове да иду где желе, а тамо где се запрега заустави да буде и сахрањен. Кола су се зауставила испред куће једног сиромашног сељака. Слуга је сматрао да је тако убого место недостојно тако великог човека па је ту одмах саградио капелу која је постала место ходочашћа.

## Улога у јерменској историји
Захваљујући Месропу Маштоцу јерменски народ је поново обновио своју националну књижевну и образовну делатност, а сам јерменски језик је по први пут (404) проглашен као национални језик свих Јермена. Православна хришћанска религија је постала камен темељац националне свести Јермена и главно оружје у борби против асимилације коју су вековима спроводили суседни народи. Док су 301. године Јермени само декларативно припадали хришћанској вери, већ 451. су се борили за њено очување у бици код Аварајра.
Битка на Аварајрском пољу се одиграла 451. године између Сасанидске Персије и Јерменије чију војску је предводио Маштоцов ученик Вардан Мамиконијан. Персијанци су добили битку уз велике губитке. Персијски цар је према легенди задивљен храброшћу јерменских ратника у борби за хришћанску веру дозволио Јерменима слободу вероисповести на целој територији царства.
Месроп Маштоц се са правом може сматрати оцем јерменске писмености и оцем јерменске нације. Јер писмо које је Маштоц створио постало је камен темељац јерменске апостолске цркве која је кроз векове туђинске владавине одржавала национални идентитет јерменског народа.
Месроп Маштоц се сматра и првим лингвистом и творцем неког писма који је историјска личност и чија делатност се не везује за митологију и усмена предања.

## Ученици
Заједно са Маштоцем у мисији ширења хришћанства и писмености у Јерменији деловала је цела плејада писара и преводилаца, тако да се готово сви јерменски историчари и сколастици Јерменије 5. века сматрају његовим ученицима и савременицима.
- Мовсес Хоренски — један од најзначајнијих историчара средњовековне Јерменије. Године 480. написао је капитално дело Историја Јерменије.
- Корјун — најстарији Маштоцов ученик, 450. написао Житије светог Месропа Маштоца.
- Језник из Колба — један од главних јерменских хришћанских теолога и творац дела „О добру и злу”
- Јосиф Вајоцџорац — јерменски католикос:
- Вардан Мамиконијан — средњовековни јерменски војсковођа

У делу Историја светог патријарха Исака и вардапета Маштоца непознатог аутора из IX века помињу се и извесни Мамбре (брат Мовсеса Хоренског), Ардзан Арцруни, Аган Арцруни и Муше.

## Препоручена литература
- Корюн, «Житие Маштоца», Ереван, 1962. на руском језику и ;
- Мовсес Хоренаци, «История Армении», Ер. 1990
- Киракос Гандзакеци, «История Армении», М., 1976
- Мовсес Каганкавтваци, «История страны Алуанк», Ер. 1984
- «История святого патриарха Саака и вардапета Маштоца» (Армянские жития и мученичества V—VII вв., Ер., 1994, стр. 34-46.)
- Михаил Сириец. «Хроника», пр.5
- Свети Месроп Маштоц, Енциклопедија Британика
- И. Арутюнян. Армянские письмена. — Тифлис: 1892
- Аракел Григорьевич Бабаханян. Месроп Маштоц. — Ер.: 1962
- Грачья Ачарян. Армянские письмена. — Ер.: 1968
- Р. Ачарян. Источники по истории Месропа и изобретение алфавита. — Париж: 1907
- Г. Акинян. Св. вардапет Маштоц. — Вена: 1949
- Г. Севак. Месроп Маштоц и создание армянских письмен и словесности. — Ер.: 1962
- Манандян, Яков Амазаспович. Месроп Маштоц и борьба армянского народа за культурную самобытность. — 1941
- Месроп Маштоц. Сборник статей. — Ер.: 1963
- . — Wien: 1917
- М. Тэр-Мовсесян. История перевода Библии на арм. язык. — СПб.: 1902
- М. Абегян. История древнеармянской литературы. — Ер.: 1948. — Т. I
- А. Мартиросян. Маштоц. — Ер.: 1988
- В. С. Налбандян. Изобретение армянского алфавита. Становление литературы // История всемирной литературы: в 9 т.. — М.: 1983—1994. — Т. 2. — pp. 285—288